# Selje Kloster
62°3′3.9960″N 5°17′48.728″Ø / 62.051110000°N 5.29686889°Ø
Selje Kloster er ruinerne af et benediktinerkloster på øen Selja i Stad kommune i Vestland fylke i Norge. Klosteret liggere syd for Stadlandet, på vestsiden af øen, ud mod Sildagapet og Stadhavet. Øen Selja ligger 15 minutter med båd fra fastlands-Selje. Øen er 1,56 km² og består af lyng, mose og lidt skov. Højeste punktet er Varden, der er 201 moh.
Oprettelsen af et bispesæde på Selja i 1068 og senere opførelse af et benediktinerkloster skal ses i sammenhæng med Sunniva-legenden og helgeninden Sunniva af Selja. Olav Tryggvason har en central plads i Seljas historie. Han gik i land på øen i 996, fandt resterne efter Seljemændene og Sunniva, og lod en kirke bygge på stedet.
Der er rester efter fire kirker på Selja. Det er Mikaelskirken, Albanuskirken, Sunnivakirken og fylkeskirken.